# Geopónica
Geopónica (en griego, Γεωπονικά; en latín, Geoponica) es el nombre de una colección de veinte libros sobre agronomía y agricultura escrita en griego y compilada durante el siglo X en Constantinopla por el emperador bizantino Constantino VII. La palabra griega geoponica (γεωπονικά) significa “empresas agrícolas” en su sentido más amplio.
La colección del siglo X es a veces atribuida erróneamente en su totalidad al autor del siglo VII Casiano Baso (Casianus Bassus Scholasticus), cuya colección, también llamada Geoponica, se integró en la compilación existente. Baso se había basado en el trabajo de Vindonio Anatolio (Vindonius Anatolius, s. IV: otro compilador agrario). La última compilación incluye aportaciones de Plinio el Viejo, del agrónomo cartaginés Magón e incluso del profeta Zoroastro.

## Contenido
La obra abarca todo tipo de información agraria, incluida la meteorología celeste y terrestre, así como de augurios, viticultura, oleocultura, apicultura, veterinaria, construcción de estanques y mucho más.

### Índice
- 1. De la atmósfera, y de la salida y puesta de las estrellas
- 2. De los asuntos generales pertenecientes a la agricultura, y de los diferentes tipos de cereal
- 3. De las diversas tareas agrarias adecuadas a cada mes
- 4-5. Del cultivo de la vid
- 6-8. De la fabricación del vino
- 9. Del cultivo de la aceituna y la elaboración de aceite
- 10-12. De la horticultura
- 13. De los animales e insectos perjudiciales para las plantas
- 14. De palomas y otras aves
- 15. De las simpatías y antipatías naturales, y de la gestión de las abejas
- 16. De caballos, asnos y camellos
- 17. De la cría de ganado vacuno
- 18. De la cría de ovejas
- 19. De perros, liebres, venados, gorrinos, y de salazón de la carne
- 20. De los peces